# Bartołdy
Bartołdy (prononciation : [barˈtɔu̯dɨ]) est un village polonais de la gmina de Krasne dans le powiat de Przasnysz de la voïvodie de Mazovie dans le centre-est de la Pologne.
Il se situe à environ 6 km au sud de Przasnysz (siège du powiat) et à 84 km au nord de Varsovie (capitale de la Pologne).

## Histoire
De 1975 à 1998, le village appartenait administrativement à la voïvodie de Ciechanów.